# Vivo... En la gran ciudad
Vivo... En la gran ciudad es el primer álbum en vivo de la banda argentina de heavy metal Tren Loco. Fue grabado en Stadium Hangar de Buenos Aires el 10 de abril de 2004. Su principal novedad es la inclusión como músico invitado de Facundo Coral en guitarra y Eduardo Augusto en violín. Fue editado por el sello 4 G discos.

## Lista de canciones
| N.º | Título                        | Duración |  |
| 1.  | «Fuera de la ley»             | -        |  |
| 2.  | «Piso al taco»                | -        |  |
| 3.  | «Nos vemos en Cutral-Co»      | -        |  |
| 4.  | «Hoy»                         | -        |  |
| 5.  | «Soy del Sur»                 | -        |  |
| 6.  | «Némesis (la vengativa)»      | -        |  |
| 7.  | «Pampa del Infierno»          | -        |  |
| 8.  | «Barrio bajo»                 | -        |  |
| 9.  | «Carne viva»                  | -        |  |
| 10. | «Ella (se mueve en silencio)» | -        |  |
| 11. | «Patrulla bonaerense»         | -        |  |
| 12. | «Tierra negra»                | -        |  |
| 13. | «Tempestades»                 | -        |  |
| 14. | «El desertor»                 | -        |  |

## Créditos
- Gustavo Zavala - Bajo
- Carlos Cabral - Voz
- Cristian Zombie Gauna - Guitarra
- Facundo Coral (invitado) - Guitarra
- Pollo Fuentes - Batería